# Necydalis esakii
Necydalis esakii là một loài bọ cánh cứng trong họ Cerambycidae.